# Théâtre municipal de Chartres
Le théâtre municipal de Chartres est un théâtre situé à Chartres, dans le département d'Eure-et-Loir. Il est géré par l'association Entracte et dirigé par Jérôme Costeplane depuis 2012.

## Localisation
Le théâtre de Chartres se trouve sur la place de Ravenne, bordée par l'axe du boulevard Adelphe-Chasles.

## Historique
Jusqu’à la première moitié du XIXe siècle, la ville de Chartres ne possède pas de véritable théâtre. Les spectacles se déroulent alors dans l’enceinte de l’église Sainte-Foy, de 1797 à 1857. Le projet du nouveau théâtre est confié à Alfred Piébourg, architecte de la ville.
Les premiers plans sont présentés et acceptés par le conseil municipal le 23 avril 1858. Alfred Piébourg devait « construire un édifice présentant les garanties désirables de solidité et de précautions contre l’incendie, lui donner l’aspect monumental qu’exige la situation des lieux, en évitant tout luxe inutile ; disposer d’une salle élégante et commode pouvant contenir 7 à 600 spectateurs et se prêtant facilement aux exigences des représentations théâtrales ; établir une grande salle pour les réunions publiques, les concerts, etc. ».
La décoration de la salle et les travaux liés à la tapisserie, aux luminaires et aux décors sont confiés à Antoine Victor Barbereau, dit Saint Léon, artiste-peintre et décorateur. Le théâtre de Chartres a été inauguré le 28 avril 1861. Il aura coûté à la ville 372 175 francs.
Le théâtre, à l'exception du foyer, fait l’objet d’une inscription au titre des monuments historiques depuis le 21 décembre 1984.

Archives du théâtre
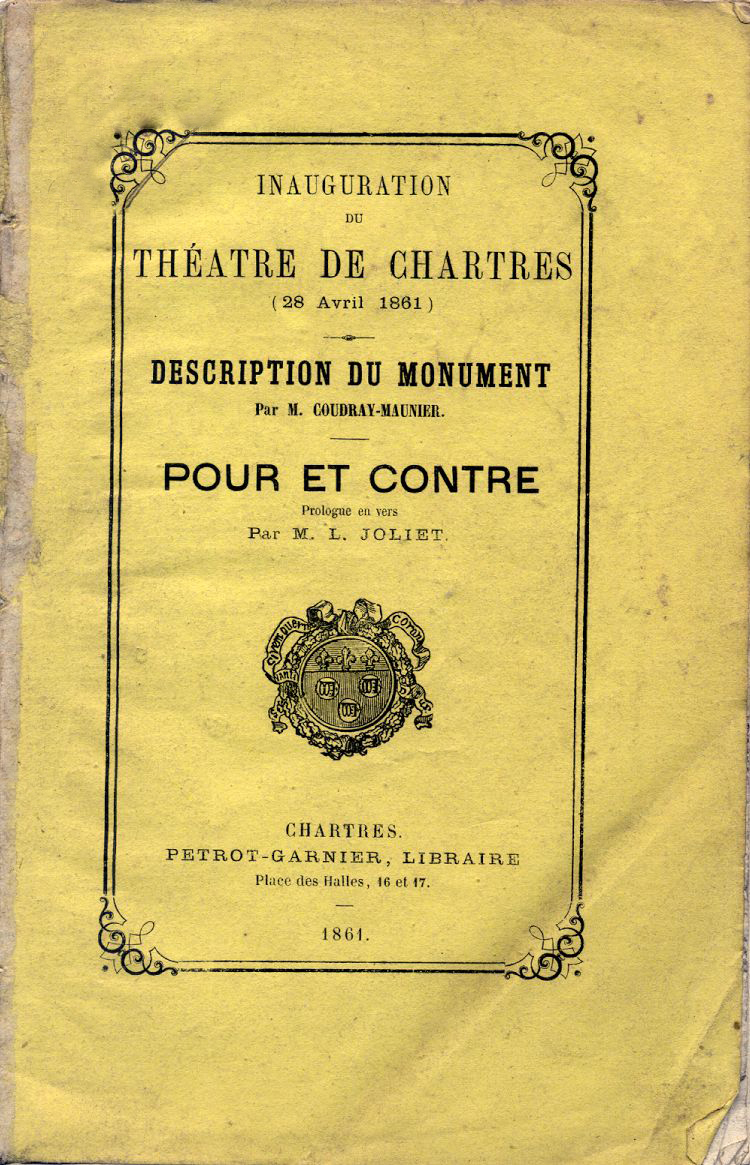
Prologue en vers, spécialement créé pour l'inauguration en 1861.
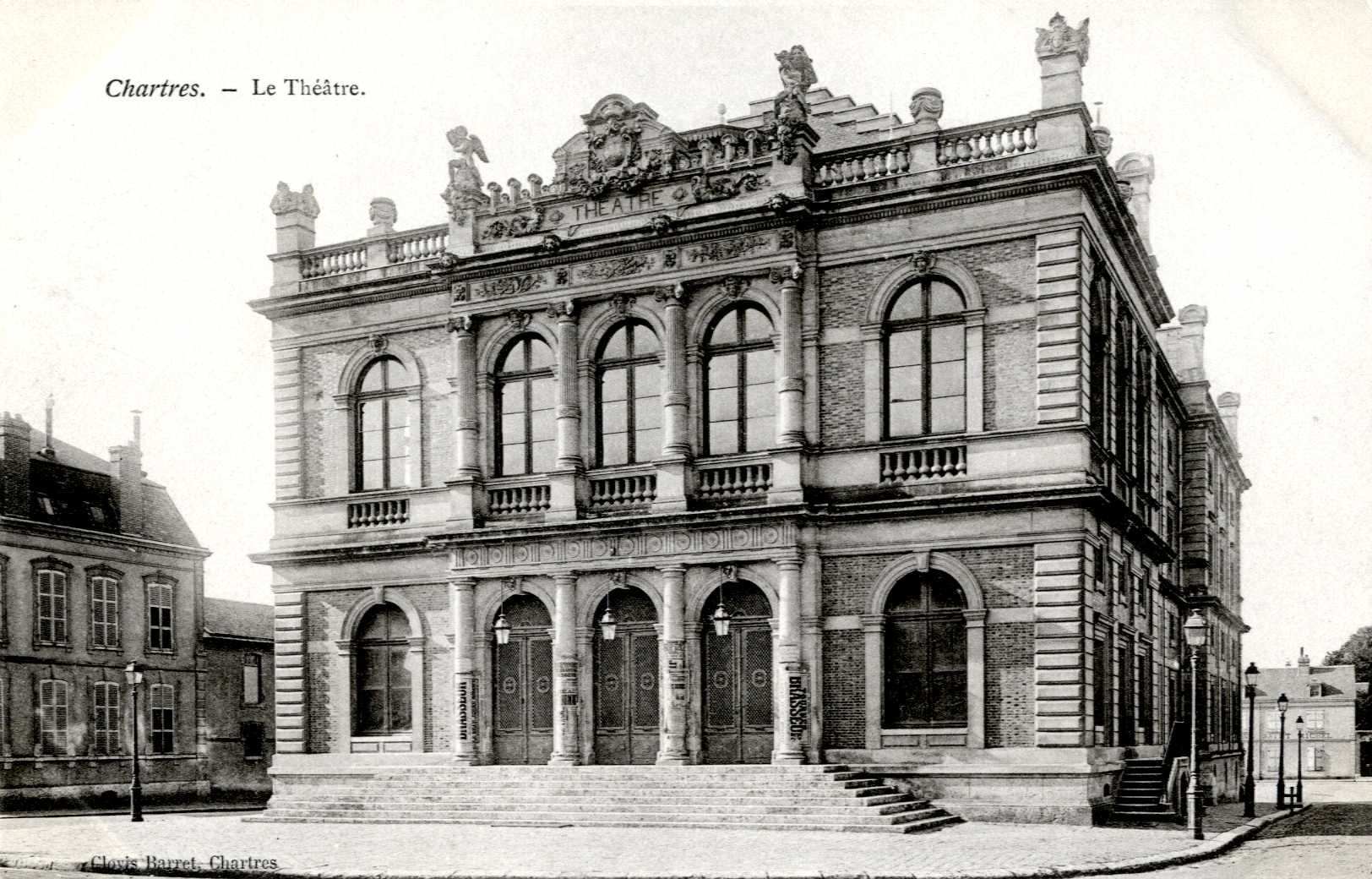
Carte postale de 1864 par Clovis Barret.
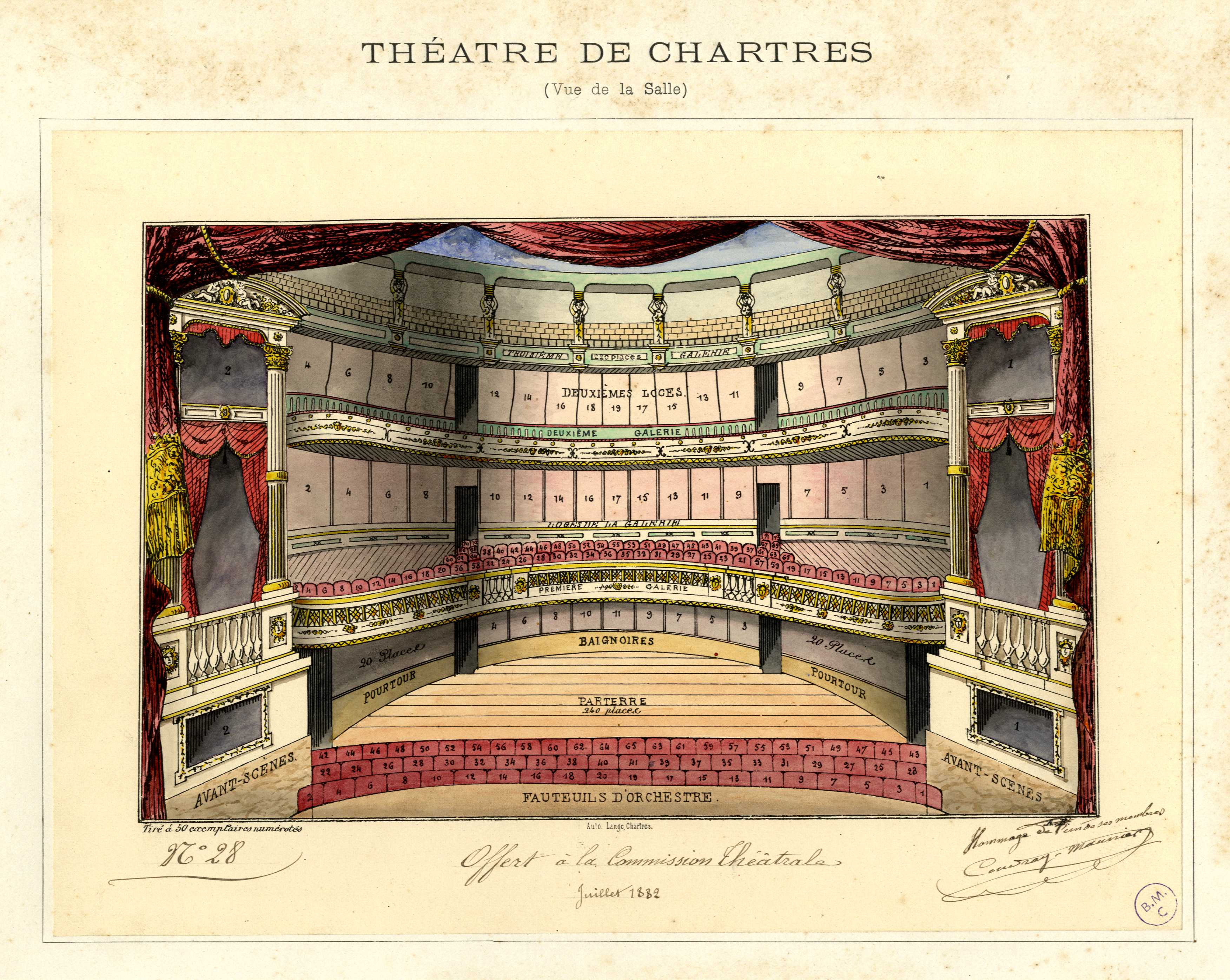
Plan de la commission théâtrale de 1882.

## Architecture extérieure

Architecture extérieure
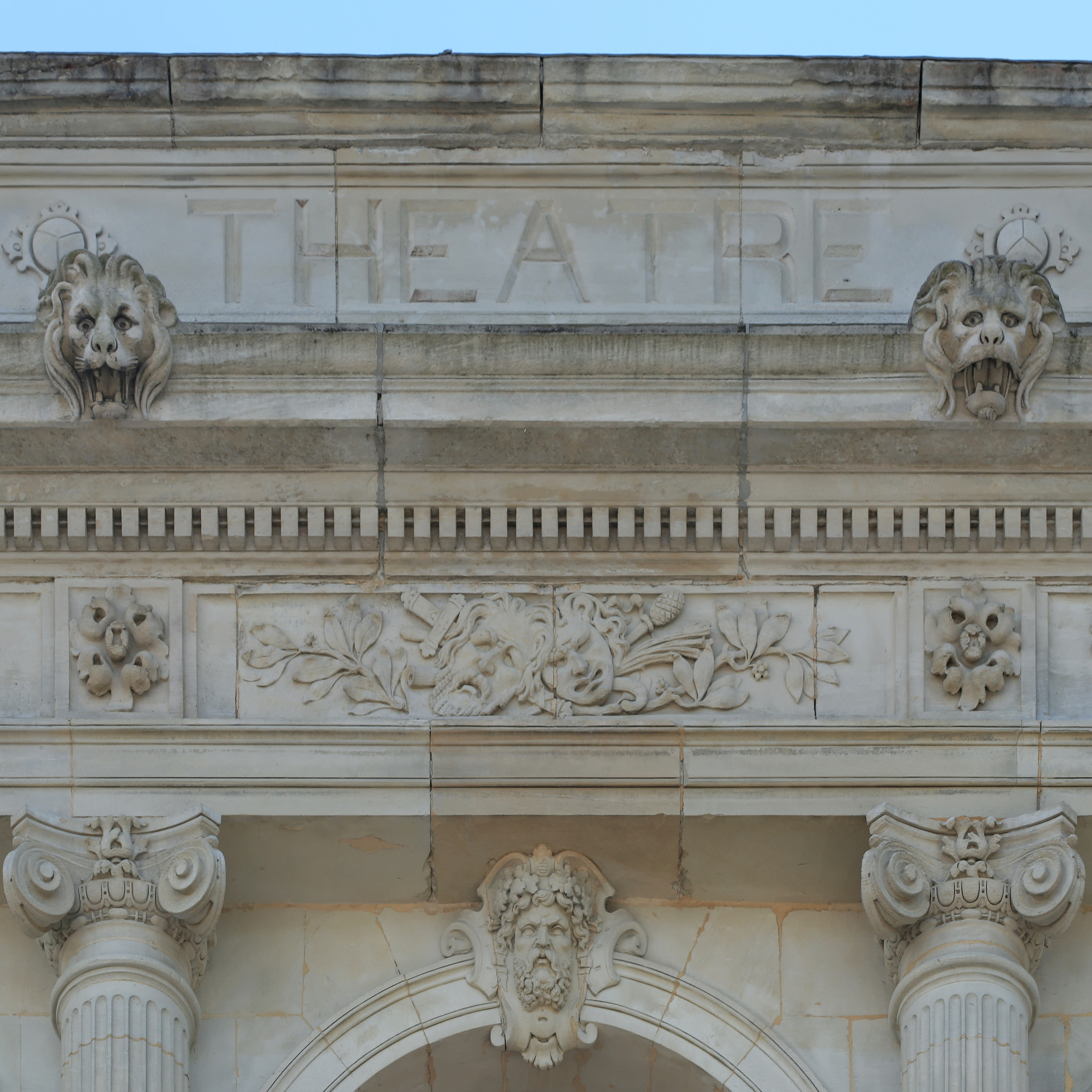
Détail du fronton.
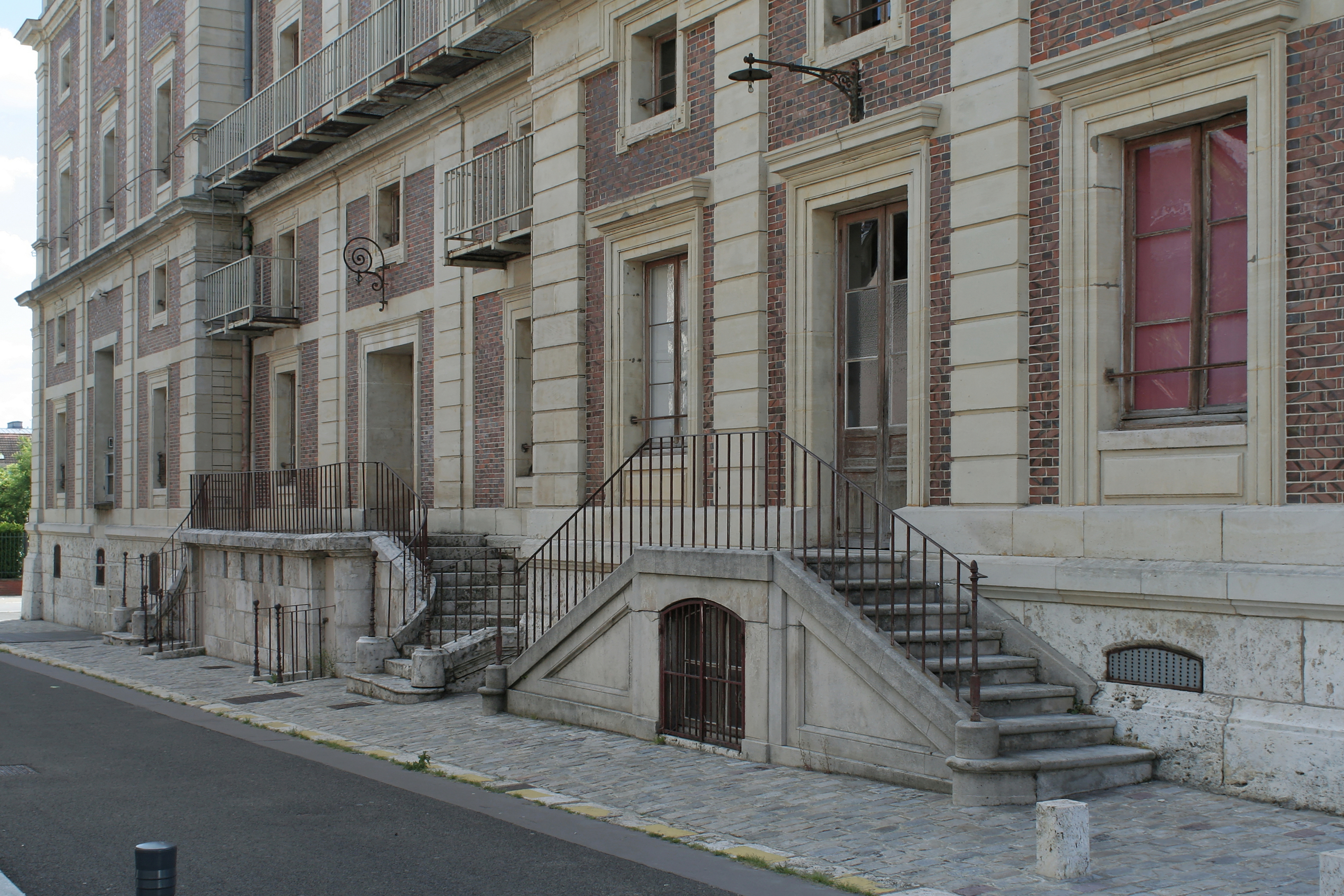
Perrons à deux volées, l'un des deux en forme de fer à cheval, sur la façade latérale du théâtre.
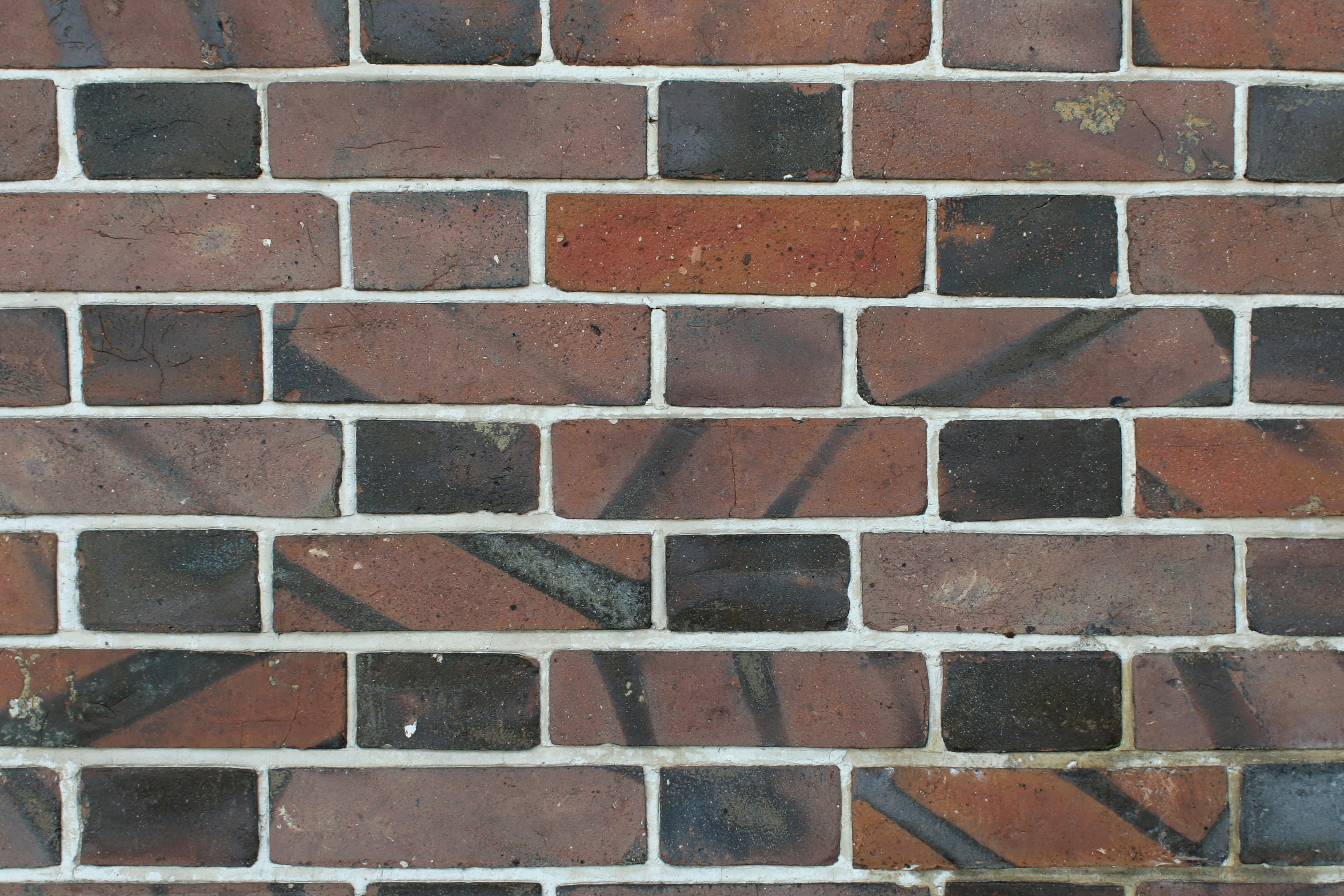
Appareil à l’anglaise (alternance de boutisses et de panneresses sur chaque lit), briques flammées.

## Architecture intérieure
La salle compte 570 places réparties sur quatre niveaux : parterre et fosse (au rez-de-chaussée), première galerie (1er étage), deuxième galerie (2e étage), poulailler ou paradis (3e étage).
La salle est divisée en deux côtés appelés « cour » et « jardin » (correspondant aux côtés pair et impair). Ces désignations évitent toute confusion d’orientation dans le théâtre, entre la gauche et la droite, que l’on soit dans la salle ou sur la scène. Les mots « cour » et « jardin » trouvent leur origine en 1662 au théâtre des Tuileries, appelé aussi la « Salle des Machines ». Dans cette salle, les spectateurs regardant la scène avaient à leur gauche, le jardin des Tuileries et à leur droite la cour du Palais. Ces deux termes ne détrônèrent pas immédiatement le côté du Roi et le côté de la Reine, mais lors de la Révolution française, lorsque l’on bannit du langage tout signe de royauté, ils s’imposèrent définitivement.
Les théâtres à l’italienne reposent sur 5 principes : une salle en forme de fer à cheval ; un plateau en pente afin d’avoir un effet de perspective ; une coupole ; un lustre ; une machinerie spécifique qui permettait de faire des apparitions et de faire coulisser des décors.